# 恩梅镇区
恩梅鎮（緬甸語： [ʔéɪɴmɛ́ mjo̰nɛ̀]）為緬甸伊洛瓦底省苗妙縣的行政區。2014年人口194,101人，區域面積746.47平方公里。恩梅為該鎮之行政中心。
該鎮證實為1539年爆發的良兆戰役（Battle of Naungyo）所在地。